# Елио Виторини
Елио Виторини (на английски: Elio Vittorini) е италиански литературен критик, редактор, преводач и писател на произведения в жанра социална драма и публицистика.

## Биография и творчество
Елио Виторини е роден на 23 юли 1908 г. в Сиракуза, Сицилия, Италия. Заедно с брат си Джакомо, през детските си години, той следва баща си (железничар и след това началник на гара) в работните му пътувания из Сицилия – влакът и пътуването по-късно ще бъдат централни елементи от неговата работа. След основното училище учи счетоводство, но без интерес, и влиза в контакт с кръговете на работническата класа, както и няколко пъти бяга от дома си, окончателно напуска Сицилия през 1924 г. и работи като строителен работник в Удине. През 1926 г. се посвещава главно на четене, проявявайки интерес към символистите: Марсел Пруст, Франческо Гуичардини, Анри Бергсон, Хенри Джеймс, Имануел Кант и Хегел Георг Хегел. Със свой приятел се опитва да основе периодично издание, но без успех. През този период започва да пише политически статии, като първата му публикувана статия е през 1926 г. в списанието на Курцио Малапарте и е на позициите на антибуржоазния фашизъм за премахване на буржоазните привилегии и създаване на социалистическа държава. Първото му есе е публикувано през 1927 г.
От 1926 г. семействата на Салваторе Куазимодо и Виторини споделят една къща (и двамата им бащи са били железничари). През 1927 г. Елио се жени за Роза Мария, сестрата на Салваторе. Имат един син. Бракът им се оказва нещастен и е анулиран през 1950 г.
В края на 1927 г. семейството му се премества във Венеция Джулия, където той работи като служител по ведомостта в пътностроителна компания. През 1929 г. той се завръща за кратко в Сиракуза и започва да сътрудничи на списанието „Солариа“. През 1930 г. се премества във Флоренция, където работи като коректор на шрифта, първоначално за „Солариа“, а след това за „Ла Национе“ (изоставя тази работа през 1934 г. поради отравяне с олово при работа с линотипа). През този период той пише няколко рецензии на книги и филми за различни флорентински периодични издания. Научава английски език и с помощта на Марио Праз започва работа като преводач.
Първата му книга „Малката буржоазия“ е издадена през 1931 г. В периода 1933 – 1934 г. романът му „Червеният карамфил“ е публикуван на части в „Солариа“, а поради фашистката цензура е публикуван изцяло през 1948 г. Той открито изобразява личните, образователни и сексуални проблеми на един юноша, а също така предава отровната политическа атмосфера на фашизма. През 1933 г. е издаден първият му превод на Д. Х. Лорънс, след което се насочва към преводаческа работа като прави преводи на Уилям Сароян, Едгар Алън По, Уилям Фокнър, Даниел Дефо и Ърнест Хемингуей, както и на някои поети.
Макар да заема политическа позиция на левия фашизъм, през 1936 г., когато избухва гражданската война в Испания, той призовава италианските фашисти да подкрепят републиканците срещу Франко. Пише и романа „Ерика и нейните братя“, който е публикуван след преработка едва през 1956 г. В периода 1938 – 1939 г. романът му „Разговор в Сицилия“ е публикуван на части в „Литератюр“, а през 1941 г. в отделна книга. Той представя историята на героя Силвестро, който в пред катастрофата на Втората световна война, се отправя от Милано към родната Сицилия, сред галерия от алегорични герои и ситуации, чрез които да се дешифрира връщането към произхода като предпоставка за намиране на общ език и край на италианската трагедия. След публикуването на книгата той е разпитван, а след това вкаран за кратко в затвора през 1942 г.
През 1939 г. Виторини се премества в Милано, където е редактор на поредицата La Corona и на антологията на американските писатели с италиански произход като Марио Пузо и Джон Фанти. Поради фашистката цензура антологията е публикувана едва през 1942 г. и с премахнати бележки на Виторини.
През 1942 г. Виторини се включва в тайната италианска комунистическа партия и активно участва в Съпротивата. През 1945 г. за кратко е директор на миланското издание на комунистическия орган „Унита“. През същата година е публикуван романът му „Човеци и нечовеци“. В него представя истории и проблясъци на човечност и любов в мрачното, изпълнено с насилие Милано от 1944 г., най-трудния период на Съпротивата. Романът се определя като един от най-добрите следвоенни романи в Италия.
В периода 1945 – 1947 г. основава и ръководи списанието за съвременна култура и политика Il Politecnico. През 1947 г. е издаден романът му „Семпионе намига на Фрежус“, а през 1949 г. романът му „Жените на Месина“.
Още през 1945 г. той скъсва връзката си с комунистическата партия и се концентрира основно върху работата си като редактор, помагайки за публикуването на произведения на млади италианци като Итало Калвино и Бепе Фенолио в антологии на италианската литература. Събитията от Унгарското въстание дълбоко разтърси убежденията му в комунизма и го карат до голяма степен да изостави писането, оставяйки недовършени творби. До края на живота си остава на поста редактор. Като съвременник на Чезаре Павезе, Виторини е влиятелен глас в модернистичната школа за писане на романи.
Голяма част от произведенията му са екранизирани във филми и телевизионни сериали.
Елио Виторини умира от рак на стомаха на 12 февруари 1966 г. в Милано.

## Произведения

### Самостоятелни романи
- Piccola borghesia (1931)[2]
- Nei morlacchi. Viaggio in Sardegna (1936)
- Il garofano rosso (1933 – 36; 1948; 2018)
- Nome e lagrime (1941)
- Conversazione in Sicilia (1941)[1]
- Uomini e no (1945)
Човеци и нечовеци, изд.: „Народна култура“, София (1972), прев. Божан Христов
- Il Sempione strizza l'occhio al Frejus (1947)
- Le donne di Messina (1949)
- Sardegna come un'infanzia (1952)
- Erica e i suoi fratelli (1956)
- Diario in pubblico (1957)
- Il brigantino del papa (1985)
- Gli inverni marini (2012)
- Il canto delle sirene (2013)

### Екранизации
- 1963 Jusqu'au bout du monde
- 1963 Ljudi i neljudi – тв филм
- 1976 Garofano rosso
- 1976 Il garofano rosso – тв минисериал, 3 епизода
- 1980 Uomini e no
- 1981 Quell'antico amore – тв минисериал
- 1992 Un sogno perso
- 1999 Sicilia! – по романа Conversazioni in Sicilia
- 2001 Operai, contadini
- 2001 L'arrotino – по романа Conversazioni in Sicilia
- 2001 Il viandante – по романа Conversazioni in Sicilia
- 2003 Il ritorno del figlio prodigo – късометражен
- 2003 Umiliati
- 2014 Kommunisten